# Harvest Moon DS
Harvest Moon DS (牧場物語 コロボックルステーション, Bokujō Monogatari: Korobokkuru Sutēshon) est un jeu vidéo de type simulation de vie / RPG. Le joueur doit s'occuper d'une ferme tout en essayant de récupérer les 101 lutins et la Déesse des moissons envoyés dans un autre monde par la Princesse Sorcière. Il s'agit d'un jeu appartenant à la série Harvest Moon.
Une version intitulée Harvest Moon DS Cute permet d'incarner un personnage féminin appelé Claire.

## Trame
Le héros est un jeune fermier qui reprend la ferme de ses parents dont le but est de devenir le meilleur des fermiers, délivrer les 101 lutins et la Princesse des moissons envoyée on ne sait où par la Princesse sorcière. Il a un chien, un chat et une jument, en plus des animaux "de ferme". Vous êtes choisi par la Princesse Sorcière pour ramener la Déesse des moissons et les 101 lutins. Il aura le choix d'épouser une jolie jeune fille de la vallée, et d'avoir un fils. Son but sera aussi de devenir le meilleur fermier de la vallée. Il n'a pas le droit de quitter la vallée des Myosotis tant qu'il n'a pas libéré les 101 lutins.

## Accueil
- Jeuxvideo.com : 11/20[1]